# کانامارا ماتسوری
کانامارا ماتسوری یا جشنواره عورت ذکور پولادین (به ژاپنی: かなまら祭り)، نام یک فستیوال سالیانه است که در ماه آوریل در شهر کاواساکی، کاناگاوا در ژاپن برگزار می‌شود. این فستیوال هر ساله به منظور بزرگداشت آلت تناسلی مردان برگزار می‌گردد.

## نگارخانه

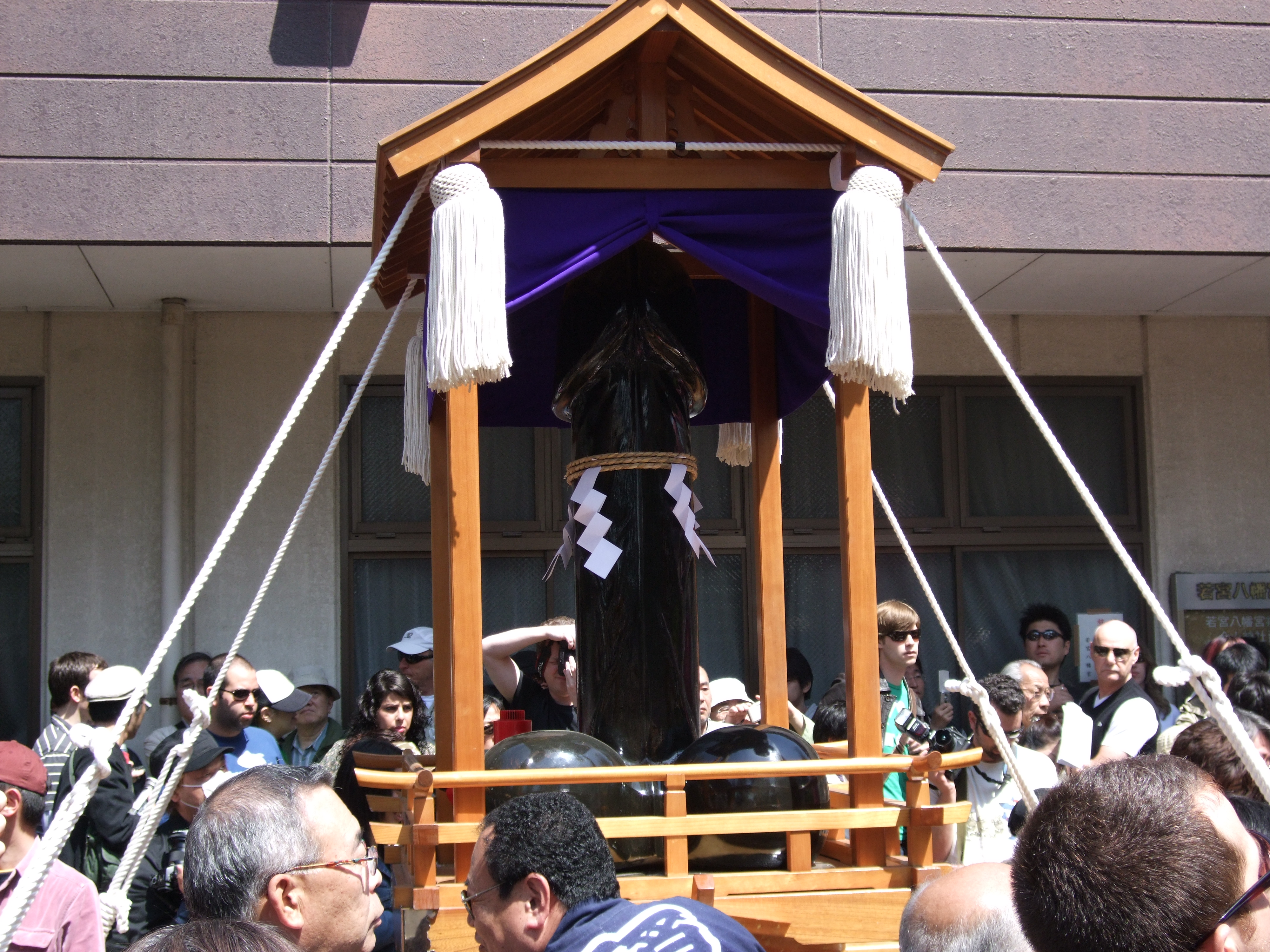
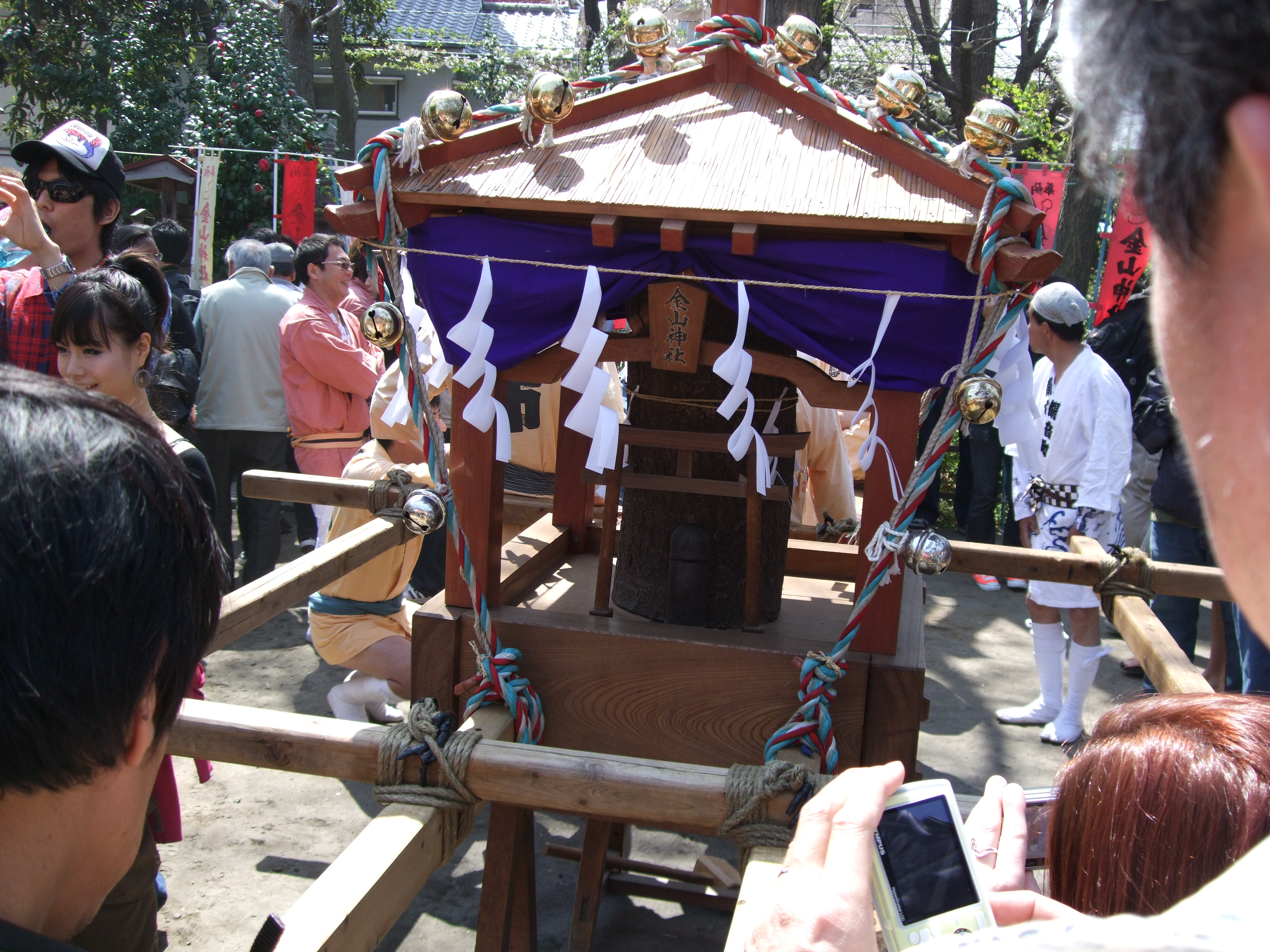
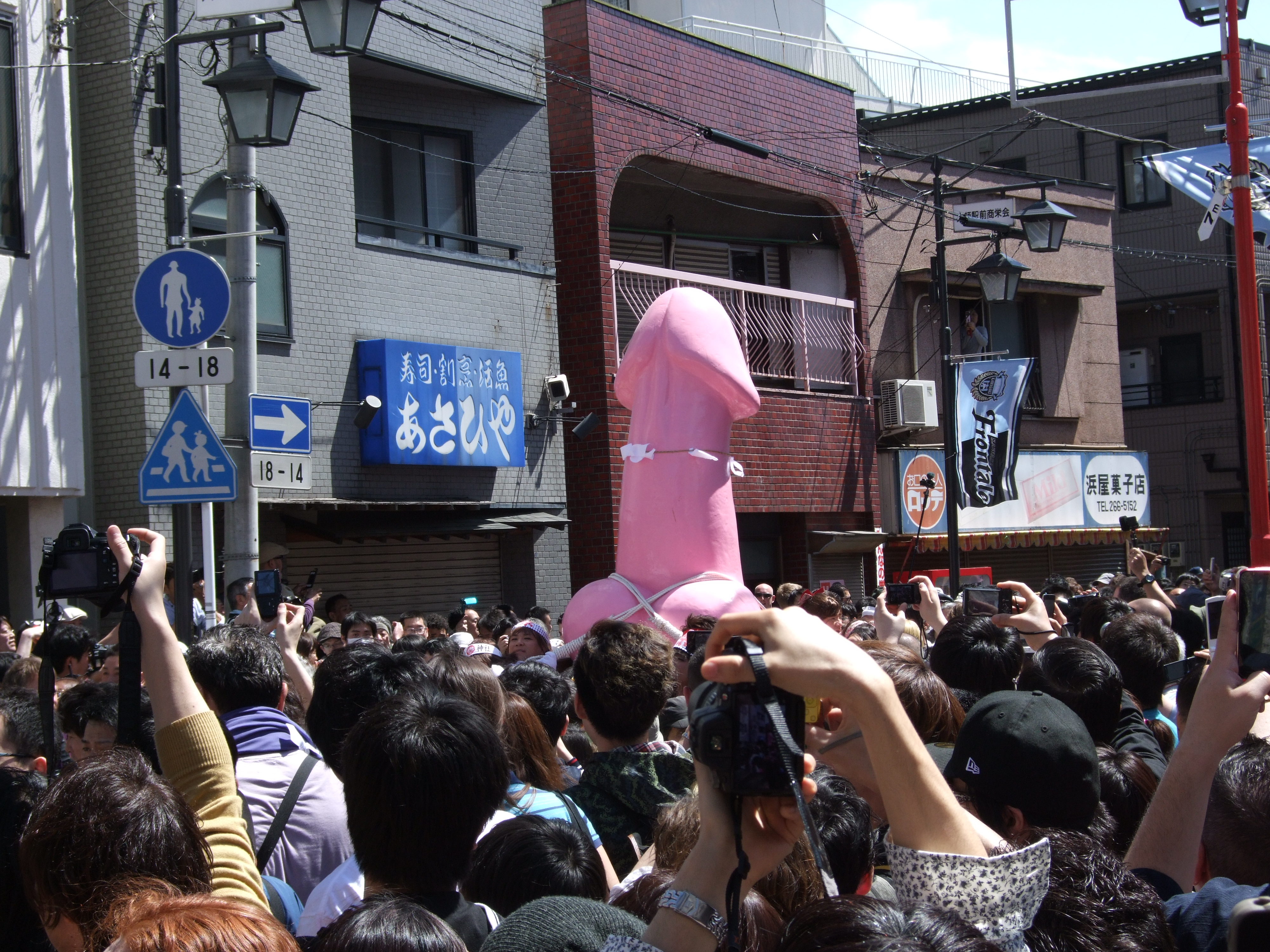
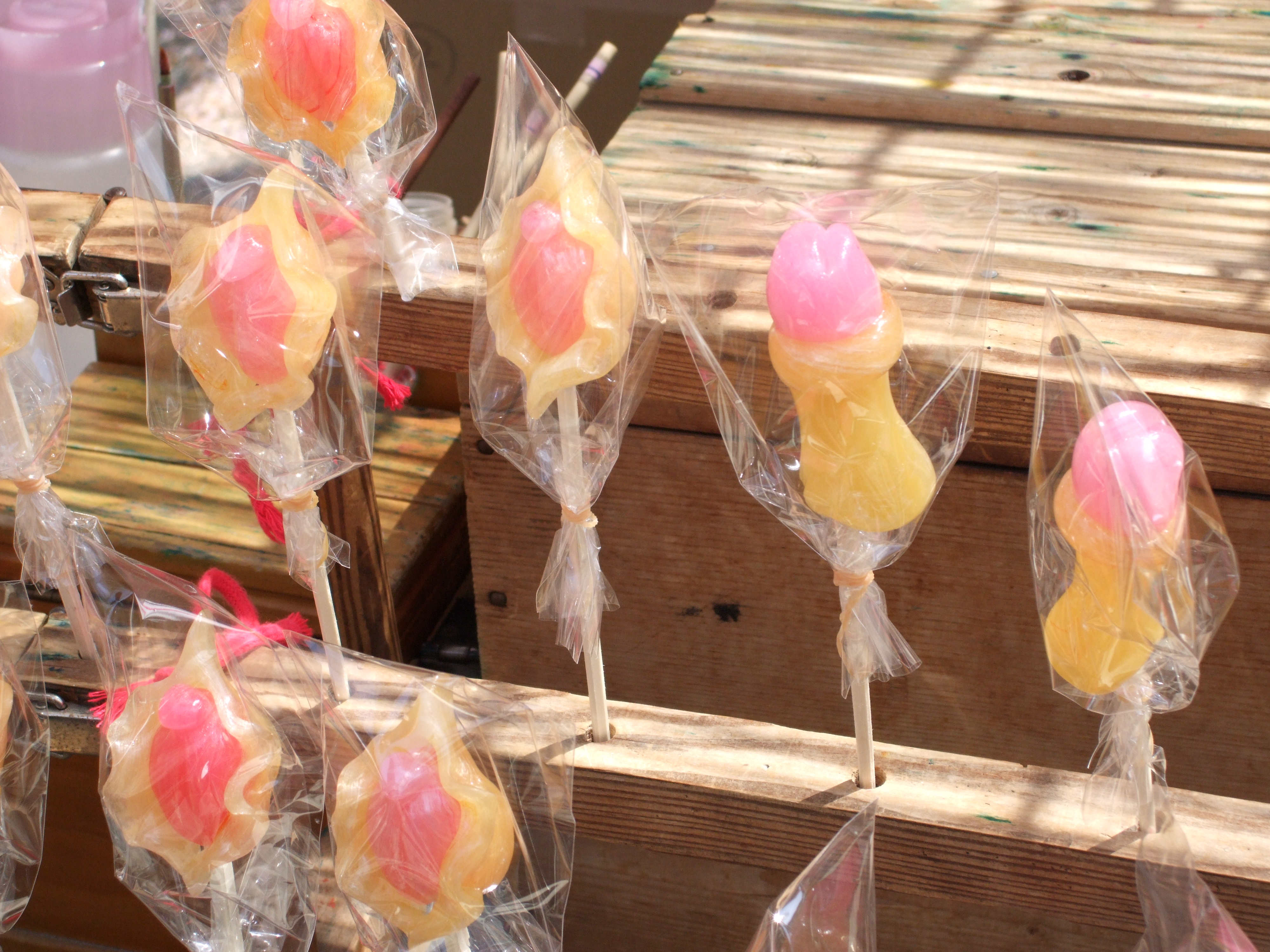